# Grotte d'Aurignac
Pour les articles homonymes, voir Aurignac (homonymie).
L'abri préhistorique d'Aurignac est un abri sous roche contenant un gisement archéologique, situé sur la commune d'Aurignac, en Haute-Garonne (Occitanie, France). Occupé au Paléolithique supérieur, il a donné son nom à l'Aurignacien, une culture préhistorique du début de cette période.
Découvert au XIXe siècle et étudié par Lartet en 1860, cet abri est l'un des sites préhistoriques qui ont fait date dans l'histoire de la Préhistoire : il est de ceux qui ont servi à établir l'existence de l'homme préhistorique, à une époque encore très marquée par les dogmes bibliques et qui refusait fermement de reconnaître une si grande antériorité à l'Homme.
Il a été classé monument historique par arrêté du 26 mai 1921.

## Toponymie
L'abri tire son nom de la commune sur laquelle il se trouve, Aurignac, nom qui dérive lui-même de l'occitan Aurinhac.

## Localisation, description
Il se trouve sur la commune d'Aurignac, à environ 1,6 km au nord-ouest du village, dans le vallon du ruisseau de Rodes, affluent de la Louge, longé par la route D 635 joignant Aurignac à Boulogne-sur-Gesse.
Il existe plusieurs abris sur le même lieu. Le premier connu, « Aurignac I », est aussi appelé « abri Lartet », d'après Édouard Lartet qui l'a étudié le premier en octobre 1860 et surtout s'est servi de l'abondant matériel lithique pour publier en mai 1861 un manifeste « destiné, dans l'esprit de son auteur, à confondre les derniers et obstinés adversaires de l'Homme fossile ». Il est aujourd'hui réduit à un petit abri sous roche.
S'y trouve aussi « Aurignac II », beaucoup plus grand.

## Géologie
L'abri se situe sur le versant nord de la crête de Fajolles, un éperon calcaire datant de l'Yprésien, au pied de laquelle coule le ruisseau de Rodes. Cette formation est longue de 1,2 km.

## Histoire
L'abri d'Aurignac est découvert en 1852 par Jean-Baptiste Bonnemaison et étudié à partir de 1860 par Édouard Lartet, l'un des fondateurs de la science préhistorique.

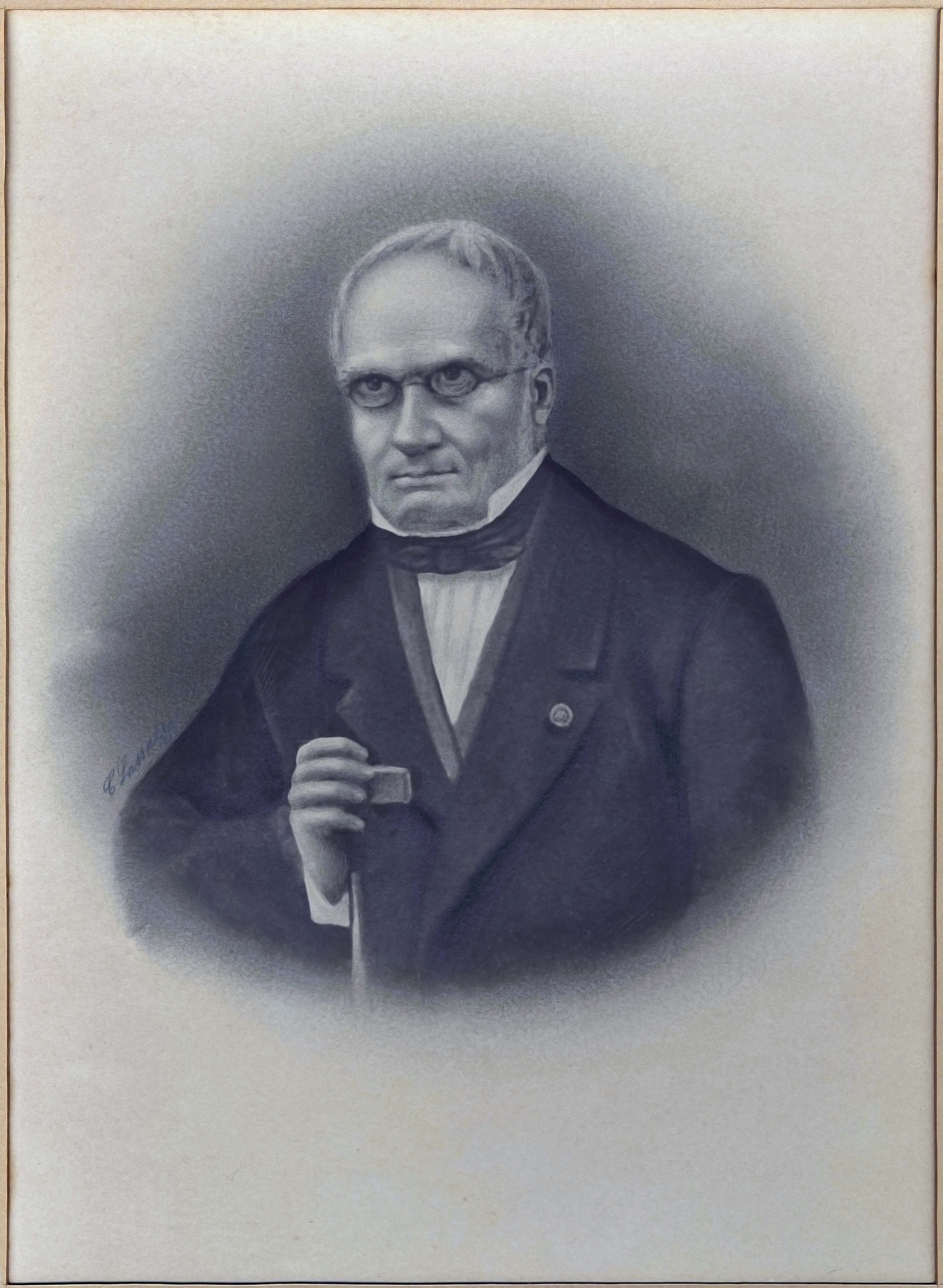
Édouard Lartet.

En 1924 Louis Méroc signale sommairement la présence d'abris sans les localiser ni les décrire précisément. En 1928 et 1946, il fait faire des sondages dans le talus mais se heurte à de gros blocs rocheux. En 1961, il fait effectuer avec « des moyens très puissants » (utilisation d'une pelle mécanique ?) une tranchée dans le talus, « à partir du ruisseau qui suit le pied de ce dernier et perpendiculairement à la falaise masquée », à une trentaine de mètres en amont de l'abri éponyme ; et nomme ce nouveau site « Aurignac II ». Ce nouvel abri sous roche se prolonge sur plusieurs centaines de mètres. Un foyer circulaire de 65 cm de diamètre est trouvé sous l'un des gros blocs d'effondrement du bord de l'auvent.
En 2018, les fouilles reprennent avec une équipe dirigée par Mathieu Lejay et Lars Anderson, du laboratoire TRACES (UMR 5608) de l'Université Toulouse-Jean-Jaurès,.

### Site éponyme de l'Aurignacien
Les fouilles de Lartet au XVIIIe siècle, ainsi que celles qu'il entreprend à Massat, contribuent à l'époque à démontrer la contemporanéité de l'Homme avec des espèces animales disparues, hypothèse avancée dès 1851 par Jean-Baptiste Noulet.
Par comparaison, il est établi que la couche la plus ancienne de la grotte est postérieure à l'Acheuléen (- 1,7 Ma à −300 000 ans) mais antérieure au Solutréen (environ 22 000 à 17 000 avant le présent), définissant ainsi une nouvelle culture préhistorique : l'Aurignacien (environ 39 000 à 28 000 ans AP), première culture du Paléolithique supérieur en Europe. Le site d'Aurignac est donc le site éponyme de l'Aurignacien.
Cette époque de l'Aurignacien voit aussi la réalisation des peintures pariétales de la grotte Chauvet (Vallon-Pont-d'Arc, Ardèche), plus ancienne grotte ornée découverte en France et datant de 36 000 ans.

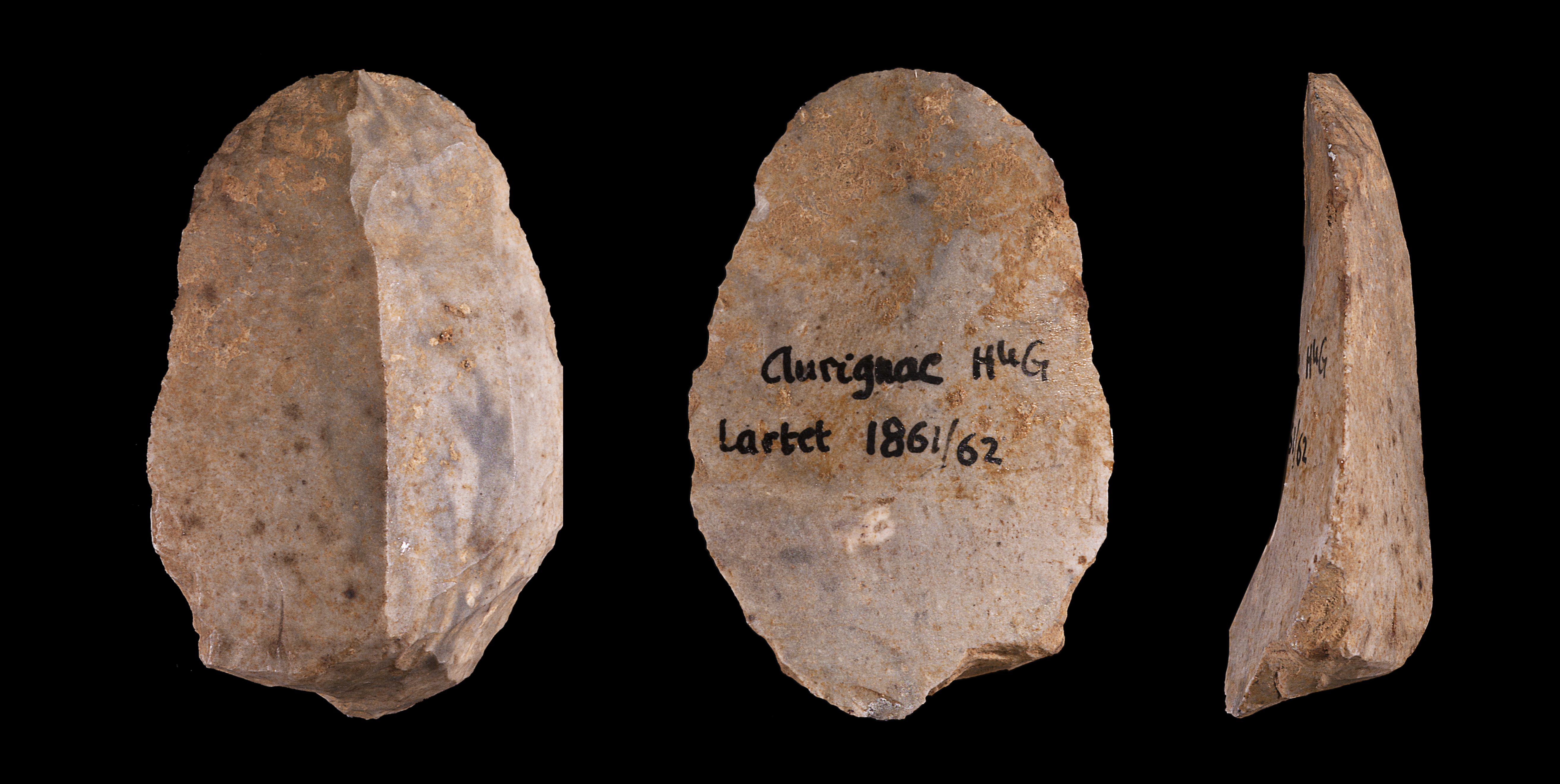
Grattoir double sur Lame - Muséum de Toulouse.
Grattoir à museau plat - Collection Louis Lartet - Muséum de Toulouse.

## Fréquentation

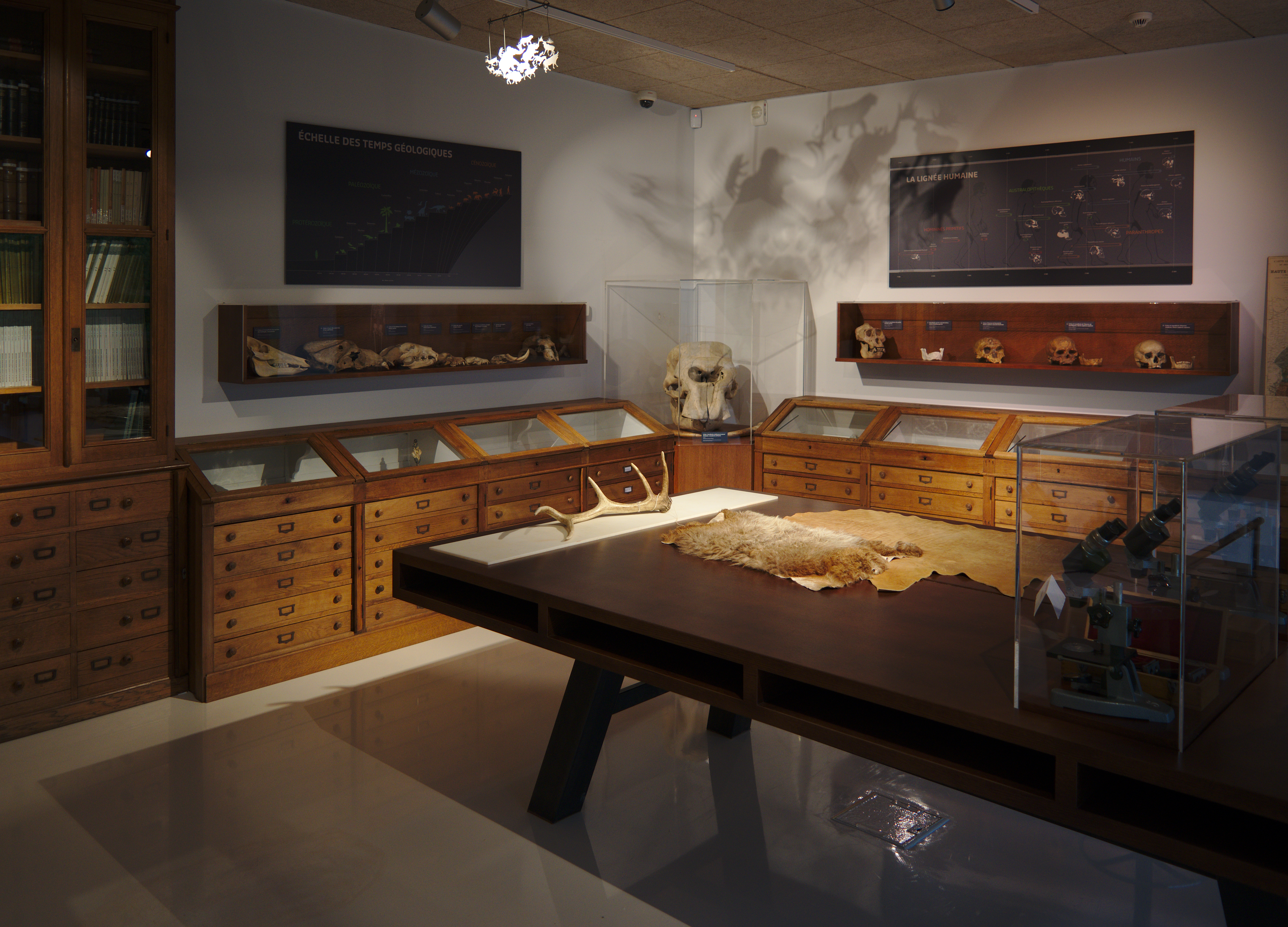
Une des salles du musée-forum de l'Aurignacien.

L'abri est d'une grande richesse archéologique, en particulier en ce qui concerne les vestiges aurignaciens. On y distingue trois périodes d'occupation différentes :
- première occupation humaine à l'Aurignacien, il y a environ 35 000 ans, durant laquelle l'abri a servi de campement aux premiers Homo sapiens venus s'installer en Europe.
- Occupation par la faune : hyène des cavernes (Hyaena crocuta spelaea), renard (genre Vulpes), 10 herbivores dont le cheval (Equus caballus), l'aurochs (Bos primigenius) et le renne (Rangifer tarandus) après le départ des aurignaciens, il y a environ 35 000 ans.
- Nouvelle utilisation humaine, comme lieu de sépulture: 17 individus découverts en 1852 par Jean-Baptiste Bonnemaison.

## Collections
De nombreux objets issus de la grotte, conservés au Musée d'archéologie nationale et au Muséum de Toulouse, sont aujourd'hui exposés au musée de l'Aurignacien qui a ouvert ses portes au public en octobre 2014 à Aurignac.